# Chile 672
Chile 672 es una película argentina dirigida por Franco Verdoia y Pablo Bardauil sobre un guion escrito por este último que fue estrenada en Buenos Aires el 30 de noviembre de 2006. Es un drama cuya trama está formada por las historias de varias personas que habitan un mismo edificio.

## Reparto
- José Luis Alfonzo  ... Nelson Infanti
- Hossana Ricón ... Macarena
- María Lorenzutti ... Malena Marlene
- Lito Cruz ...  Carlos Márquez
- Erica Rivas ... Silvia Locatti
- Patricia Camponovo ... Simona Innocenti
- Oscar Alegre ... Emir
- Gonzalo Arguimbau ... Jorge
- Alejandro Bardauil ... Vecino en la asamblea
- Pablo Bardauil ... Santiago
- Dora Baret ... Madre Silvia
- Alejandra Bernasconi ... Vecina de la asamblea
- Héctor Bidonde ... Padre Silva
- Gustavo Bohm ... Utilero
- Paulo Brunetti  ... Osmar
- Susana Bueno ... Vedette
- Federico Busso ... Asistente
- Gloria Carrá ... Reyna
- Ludmila Fincik	... 	Sol
- Vera Fogwill ... Enfermera
- Ana María Castel	... 	Nelly
- Gabriel Serenelli	... 	Joaquín
- Andrea Goldberg	... 	Ethel
- Miguel Habud	... 	Gebriel
- Gabriela Hendler	... 	Madre de nenes
- Carolina Papaleo	... 	Paz
- Florencia Peña	... 	Flopi
- Carlos Portaluppi	... 	Cámara
- Alejandra Rubio	... 	Bibliotecaria
- Adriana Salonia	... 	Ada
- Franco Tirri	... 	Román
- Adolfo Yanelli	... 	Dueño Cabaret

## Sinopsis
La película gira en torno a la historia de varias personas que viven en el edificio de la calle Chile 672 ubicado en San Telmo, un barrio de Buenos Aires con muchas casas antiguas. Una de ellas se refiere a un taxista con conflictos en su matrimonio -Nelson Infanti (José Luis Alfonzo) que teje un vínculo con Macarena (Hossana Ricón), una niña de 9 años a la que lleva a la escuela todas las mañanas. Otra es la actriz Malena Marlene (Maria Lorenzutti), una mujer muy preparada que trata de recobrar la fama que tenía en su profesión antes de caer en una prolongada depresión. Luego está la joven sexualmente reprimida, hija de evangelistas,  huérfana, Silvia Locatti (Erica Rivas) preocupada por sus oraciones y por su conejo al que habla y alimenta, que escucha los gemidos que le llegan desde el departamento vecino creando, dice Bardauil, "una historia de repulsión y atracción de una chica que se vuelve loca porque se le juntan una serie de estímulos que atacan lo que ella más reprime" y una italiana origen de los gemidos -Simona Innocenti  (Patricia Camponovo) desprejuiciada y con problemas económicos que además adeuda años de expensas, a quien una vecina quiere hacer desalojar del edificio para lo cual está recolectando firmas a quien, dice Verdoia,  "se la juzga desde un lugar de mucho prejuicio, porque en realidad no es del todo una prostituta. Ella es el hilo conductor. Los vecinos saben poco de ella, sólo por habladurías."
En tanto se pronostica que ocurrirá una tormenta en la ciudad, otras llegarán a la vida de los personajes. Malena sabe que tendrá dificultades en su retorno pero apenas sospecha lo que le sucederá. Tampoco Silvia sospecha las perturbaciones que traerán a su vida el sonido de esos inquietantes gemidos que le llegan del departamento vecino ni la insistencia del joven que concurre a la biblioteca en la que trabaja.

## Producción

### Surgimiento de la idea
Un grupo de actrices -Erica Rivas, Patricia Camponovo y María Lorenzutti- que estudiaban con el director y profesor de teatro -Augusto Fernandes que se reunían para ensayar y hacer ejercicios tuvieron la idea de hacer una obra, por lo cual llamaron a Pablo Bardauil, esposo de Lorenzutti, para que se uniera al grupo y comenzaron a ensayar. Bardauil elaboró el guion y cuando la persona que iba a realizar la dirección del proyecto se apartó del mismo decidieron que se encargara de la dirección de actores con la colaboración de  Franco Verdoia.

### El lugar de filmación
La elaboración del proyecto había comenzado con el diseño de los cuatro personajes y luego había que determinar dónde se relacionaban; ahí surgió la idea de que fueran vecinos de un edificio y. a continuación, la de que ese edificio fuera el de Chile 672 que era donde habitaban en la realidad Bardauil y Lorenzutti y donde se hacían las reuniones de ensayo.
Comenzaron a filmar en su departamento de 89 metros cuadrados: un pasillo de entrada, un living grande, dos cuartos, la cocina y el baño. Para eso tuvieron que vaciarlo y sacar todos los muebles afuera. El sillón estaba en el pallier, los tachos de luces, las cámaras y equipos ocupaban todo. Vivieron entre decorados, en un set de filmación. Dice Lorenzutti: "durante mucho tiempo yo volvía de trabajar y me iba directo al cuarto. Cuarto-cocina-cuarto-baño y nada más."
Entonces obtuvieron el permiso de los vecinos, alquilaron unos departamentos vacíos, usaron el ascensor, el palier y el frente e incluso hicieron participar en escenas del filme a algunos de esos vecinos, en una mezcla de realidad y ficción, y fue así que en la asamblea del consorcio que cierra la película eran todos vecinos verdaderos.

### Participaciones especiales
Como los actores principales no eran conocidos, se buscó hacer participar a otros que sí lo eran, y fue así que incorporaron las actuaciones de Dora Baret, Héctor Bidonde y Lito Cruz.y las participaciones especiales de Gloria Carrá, Miguel Habud, Carolina Papaleo, Florencia Peña, Adriana Salonia, entre otros.

### Financiación de la película
La filmación se hizo en el 2001, el rodaje duró dos años y por dificultades económicas la película se terminó cinco años más tarde. Lorenzutti y Bardouil pusieron dinero propio y de familiares, además vendieron un auto y pidieron un préstamo. El Instituto Nacional de Cine y Artes Audiovisuales (INCAA) aportó un préstamo mucho tiempo después de haber terminado la película pero la película pudo hacerse porque los actores aceptaron filmar sin saber cuando iban a cobrar. Puede decirse que el personaje de "Malena Marlene los identifica porque implica todo lo que padecieron para poder llegar; es una metáfora del esfuerzo de un montón de personas. La película es el final feliz de una historia de amor a la actuación, mucho más feliz que el de los cuatro personajes."

## Exhibición en festivales
La película se estrenó en el Festival de Cine de Roma el 14 de octubre de 2006 y fue exhibida en diversos festivales, entre ellos el Festival de Cine Latinoamericano de  Londres, el Festival Internacional de Cine de Goa, India, el Festival Internacional de Cine de Mannheim-Heidelberg, Alemania y el Festival Internacional de Cine de Mar del Plata de  2006.

## Premios
| Festival o entidad                            | Premio                                                        |
| --------------------------------------------- | ------------------------------------------------------------- |
| Fondo Nacional de las Artes                   | Primer premio al mejor guion en 2004                          |
| XXI Festival Latinoamericano de Triestre      | Primer premio al mejor guion                                  |
| 17º Festival Iberoamericana de Ceará (Brasil) | Primer premio al mejor guion                                  |
| 6* Tandil Cine                                | Premio Centinela a Erica Rivas a la mejor actriz              |
| Premio Cóndor de Plata                        | María Lorenzutti candidata al premio a la revelación femenina |
| Festival de Cine de Bogotá                    | Mención de honor del jurado para la película                  |

## Los directores

### Pablo Bardauil
Se graduó como licenciado en letras en la Universidad de Buenos Aires, estudió actuación en la Escuela Nacional de Arte Dramático Antonio Cunil Cabanellas y realizó seminarios de dirección y actuación con Augusto Fernandes, Agustín Alezzo y Carlos Gandolfo.
Es guionista, director y actor de teatro y cine y profesor de guion en la Universidad del Cine y de teoría y análisis literario en la Facultad de Filosofía y Letras. Publicó trabajos sobre literatura y cine en revistas nacionales e internacionales. En 1992 escribió y dirigió Quinientos años ópera-comic, en  2002 escribió el guion de la miniserie Ilustres Desconocidas de canal 10, de Tucumán. En 2004 ganó una beca de la Fundación Carolina para desarrollar El castillo inflable, su segundo largometraje. Su esposa María Lorenzutti trabaja en el Museo del Cine y se ocupa de digitalizar los archivos históricos de películas argentinas y también, con la ONG Punto de Unión, da cursos de teatro y video en zonas carenciadas de La Matanza. Respecto de Chile 672 declaró Bardauil: "Es un film muy argentino con humor ácido y duro a la vez."

### Franco Verdoia
Estudió actuación y dirección con Augusto Fernándes y Agustín Alezzo. Se formó como realizador cinematográfico en la Escuela Profesional de cinematografía de Eliseo Subiela. Trabaja como director publicitario y desde hace diez años se desempeña como actor, dramaturgo y director de su propia compañía con la cual estrenó seis espectáculos entre los que se encuentran Lo que sepulté, ganador en 1996 del primer premio a la dramaturgia del Fondo Nacional de las Artes y La residencia. En 2000 su cortometraje Un corto camino al suelo recibió el premio especial del jurado en el Festival de Cortometrajes Rantés. Se sumó a la idea del filme en 2000 luego de que durante la filmación de una película de Augusto Fernandes, María le acercó el guion que había escrito su marido. Recuerda Verdoia: "Lo leí en dos noches porque nunca había visto un guion escrito así: en estilo indirecto. Era raro como estaba escrito y eso me atrapó mucho. Cada una de las historias tenía un nivel de profundidad, de tragedia, de dolor, de ironía, de humor increíble, y me sentí muy identificado. Me dije esto podría haber salido de mi cabeza. Y ahí nos juntamos."